# André Prunet-Foch
André Prunet-Foch, né le 3 juillet 1914 à Tarbes et mort le 30 janvier 2017 à Plaisance, est un diplomate français et viguier d'Andorre.

## Biographie
Il est né le 3 juillet 1914 à Tarbes.
Du 17 mai 1977 à 12 mai 1980, il est viguier d'Andorre.